# Douli
Douli (kinesiska: 斗里, 斗里乡) är en socken i Kina. Den ligger i provinsen Guizhou, i den sydvästra delen av landet, omkring 270 kilometer sydost om provinshuvudstaden Guiyang. Antalet invånare är 9498. Befolkningen består av 4 622 kvinnor och 4 876 män. Barn under 15 år utgör 26,0 %, vuxna 15-64 år 61 %, och äldre över 65 år 12,0 %.